# Ninia diademata
Ninia diademata är en ormart som beskrevs av Baird och Girard 1853. Ninia diademata ingår i släktet Ninia och familjen snokar. IUCN kategoriserar arten globalt som livskraftig.
Arten förekommer med flera från varandra skilda populationer från centrala Mexiko till Honduras. Den lever i låglandet och i bergstrakter upp till 2200 meter över havet. Ninia diademata vistas i fuktiga skogar samt i angränsande landskap, till exempel odlingsmark. Den gömmer sig vanligen i lövskiktet eller i förmultnade träd. Den äter främst daggmaskar och snäckor.

## Underarter
Arten delas in i följande underarter:
- N. d. diademata
- N. d. labiosa
- N. d. nietoi
- N. d. plorator